# اچ‌دی ۲۲۰۷۶۶
اچ‌دی ۲۲۰۷۶۶ یک ستاره است که در صورت فلکی دلو قرار دارد.